# بروناي في الألعاب الأولمبية
بروناي في الألعاب الأولمبية تقوم اللجنة الأولمبية لدار سلام بروناي بالإشراف في شؤون مشاركة بروناي في الألعاب الأولمبية، شاركت بروناي أول مرة في الألعاب الأولمبية في دورة 1988 في سيئول في كوريا الجنوبية وقد كانت بروناي الدولة الوحيدة التي قاطعت المشاركة في دورة بكين 2008 وثم عادة للمشاركة في لندن 2012، فلم تفز بروناي حتى الآن بأي ميدالية في الألعاب الأولمبية.